# Joseph Furphy

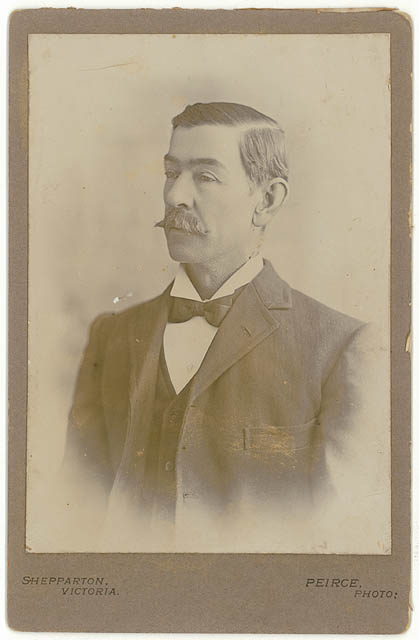
Joseph Furphy

Joseph Furphy (* 26. September 1843 im Melbourner Vorort Yering; † 13. September 1912) war ein australischer Schriftsteller. Er gilt als „Vater des australischen Romans“. Furphy schrieb meistens unter dem Pseudonym Tom Collins.

## Leben
Sein Vater, ein Farmpächter, war 1840 aus Tanderagee in Irland nach Australien ausgewandert. Joseph Furphys Popularität könnte den Gebrauch des australischen Slang-Worts furphy (große Geschichte) beeinflusst haben. Die Gelehrten halten es jedoch wahrscheinlicher, dass das Wort von der Firma J. Furphy & Sons, die Josephs Bruder John gehörte und Karren in großen Mengen herstellte, abstammt.
1905 zog Furphy nach Western Australia, wo seine Söhne lebten. Er baute ein Haus in Swanbourne, einem Vorort von Perth, das nun das Hauptquartier der westaustralischen Filiale der Fellowship of Australian Writers ist.

## Künstlerisches Schaffen
Sein bekanntestes Werk ist Such is Life, ein fiktionaler Bericht über das Leben der Landbevölkerung, darunter Ochsentreiber, Hausbesetzer und umherziehende Reisende, im südlichen New South Wales und Victoria während der 1880er Jahre. Das Buch enthält eine Serie locker verbundener Geschichten der verschiedenen Menschen, die der Erzähler bei seiner Reise durch das Land trifft. Zeitweise ist die Prosa schwer verständlich, weil Furphy australische Umgangssprache verwendet und versucht, die Akzente der schottischen und chinesischen Persönlichkeiten zu vermitteln. Dennoch bietet dieser Roman einen Einblick in den Charakter der Landbevölkerung im späten 19. Jahrhundert. Der Titel Such is Life wurde angeblich von Ned Kellys letzten Worten abgeleitet.